# Chambon-sur-Cisse
Chambon-sur-Cisse foi uma comuna francesa na região administrativa do Centro, no departamento Loir-et-Cher. Estendia-se por uma área de 12,61 km². Em 2010 a comuna tinha 689 habitantes (densidade: 54,6 hab./km²).
Em 1 de janeiro de 2017, passou a formar parte da comuna de Valencisse.